# Riccardo Ferrari
Pour les articles homonymes, voir Ferrari.
Riccardo Ferrari (né le 16 février 1972 à Romano di Lombardia,) est un coureur cycliste italien, actif dans les années 1990.

## Biographie
En 1997, Riccardo Ferrari termine deuxième du Tour du Japon et du Tour de Hokkaido, sous les couleurs de la formation Nippon-Hodo Racing. Il évolue ensuite au niveau professionnel en 1998 au sein de l'équipe Riso Scotti. Durant cette saison, il participe à diverses manches de la Coupe du monde comme Paris-Roubaix, l'Amstel Gold Race ou Paris-Tours. 

## Palmarès
- 1993
  - 2e de la Coppa Ardigò
- 1994
  - Coppa Stignani
- 1996
  - Circuito Pievese
  - 2e du Raiffeisen Grand Prix
- 1997
  - Circuito Città di Avellino
  - 2e du Trophée Antonietto Rancilio
  - 2e du Tour du Japon
  - 2e du Tour de Hokkaido